# Diocèse de Melfi-Rapolla-Venosa
Le diocèse de Melfi-Rapolla-Venosa (en latin : Dioecesis Melphiensis-Rapollensis-Venusina ; en italien : Diocesi di Melfi-Rapolla-Venosa) est un diocèse de l'Église catholique en Italie, suffragant de l'archidiocèse de Potenza-Muro Lucano-Marsico Nuovo et appartenant à la région ecclésiastique de la Basilicate.

## Territoire
Le diocèse est situé dans la province de Potenza, les autres parties de cette province sont partagées par les archidiocèses de Potenza-Muro Lucano-Marsico Nuovo et d'Acerenza et les diocèses de Tricarico et de Tursi-Lagonegro (ces deux derniers étant également dans une partie de la province de Matera).
Son territoire couvre une superficie de 1 316 km2 divisé en 33 paroisses. Le siège épiscopal est dans la ville de Melfi où se trouve la cathédrale de l'assomption. Les deux cocathédrales de l'archidiocèse gardent le souvenir des anciens diocèses : la cocathédrale de saint Michel archange de Rapolla et la cocathédrale de saint André de Venosa.

## Histoire
L'archidiocèse actuel est le fruit de l'union de trois diocèses distincts (Melfi, Rapolla, et Venosa) par le décret Instantibus votis de la congrégation pour les évêques du 30 septembre 1986.

### Diocèse de Venosa
Le diocèse de Venosa est d'origine ancienne. Il est lié à la mémoire du saint évêque Félix de Thibiuca (it), qui, selon certaines versions de sa vie, subit le martyre à Venosa en 303. Ferdinando Ughelli attribue au diocèse de Venosa trois évêques, Filippo (238), Giovanni (443) et Asterio (493), mais cela dépourvu de preuves historiques.
Le premier évêque historiquement documenté est Stefano, mentionné dans l'épistolaire du pape Gélase Ier et qui prend part aux conciles tenus à Rome par le pape Symmaque en 501 et 502. Stefano di Venosa intervient avec une fermeté considérable dans la discussion concernant la sauvegarde des biens ecclésiastiques par l'intrusion des laïcs. À l'époque de l'évêque Stefano, des découvertes archéologiques et épigraphiques permettent de mettre au jour un complexe épiscopal, incorporé plus tard dans l'abbaye de la Sainte-Trinité.
On n'a plus de documents sur le diocèse de Venosa jusqu'à ce que la ville soit conquise par les Normands dans la première moitié du XIe siècle et qu'elle devienne la capitale du comte de Drogon de Hauteville ; nous lui devons la fondation de l'abbaye de la Sainte-Trinité, consacrée par le pape Nicolas II en 1059. L'évêque Morando, présent dans cette cérémonie, est le premier évêque connu avec certitude du siège de Venosa.
À partir de 1068, le diocèse apparaît comme suffragant de l'archidiocèse d'Acerenza. Le chapitre de chanoines de la cathédrale est constitué au XIIe siècle ; un décret de 1105 est signé par Roberto diacre et chanoine de l'église de Sant'Andrea Apostolo. La cathédrale de Venosa dédiée à l'apôtre, est reconstruite par le duc Pirro Del Balzo en 1470 et consacrée en 1531 par l'évêque Ferdinando Serone.
Le 27 juin 1818, le diocèse de Lavello (it) est supprimé et son territoire intégré au diocèse de Venosa. À partir de ce moment, le diocèse est composé de Venosa, Forenza, Maschito, Spinazzola, Castello del Garagnone et Lavello. Le 14 octobre 1901, la première casse rurali (it) catholique du Potentino est fondée à Venosa, à l'initiative de Mgr Lorenzo Antonelli. Le 30 avril 1924, avec la nomination d'Alberto Costa, Venosa est uni in persona episcopi dans le diocèse de Melfi et Rapolla, déjà uni aeque principaliter. Le 21 août 1976, Venosa est soustrait, après un millénaire, à la métropole d'Acerenza et devient suffragant de l'archidiocèse de Potenza et de Marsico Nuovo , qui est simultanément élevé au rang de siège métropolitain de Basilicate.

### Diocèse de Rapolla
Le siège épiscopal de Rapolla est créé vers le milieu du XIe siècle, après que la ville ait soustraite des Normands aux Byzantins. Le premier évêque connu est Otto qui, le 31 mars 1065 ou 1066, prend part à la consécration de l'abbaye de Santa Maria della Matina (it) ; Orso lui succède et en 1078 et devient archevêque de Bari .
Dès les origines, le diocèse est immédiatement soumis au Saint-Siège. Cette condition spéciale est réitérée par une bulle du pape Eugène III de 1152, par laquelle le pontife défini également les limites du diocèse et les églises soumises à l'autorité de l'évêque. L'église de Rapolla comprend les centres urbains d'Atella et de Ripacandida de rite latin, et Rionero, Barile et Ginestra de rite byzantin ; ces derniers sont intégrés au rite latin par l'évêque Deodato Scaglia (1626-1644). Parmi les principales institutions du diocèse, il y a la cathédrale dédiée à l'origine à l'Assomption, desservie par un chapitre formé d'un archidiacre, d'un chanteur, d'un trésorier et de dix chanoines ; et les abbayes de Santa Maria di Pierno (it) et de Saint-Michel-Archange de Monticchio (it).
Parmi les évêques de Rapolla, on peut citer Jean II (1237-1255), qui met fin à la construction de la cathédrale, qui est cependant détruite quelques années plus tard ; Pietro (1305), confesseur du roi Robert Ier de Naples ; Malitia de Gesualdo (1482-1488), secrétaire du pape Innocent VIII ; Gilberto Sanilio (1506-1520), qui participe au cinquième concile du Latran. Le 16 mars 1528, faute de moyens financiers du diocèse, le pape Clément VII unit le diocèse de Rapolla avec celui de Melfi.

### Diocèse de Melfi
Le diocèse de Melfi est érigé au XIe siècle après l’arrivée normande dans la région. Il est immédiatement soumis au Saint-Siège. Selon une bulle de 1037 que la majorité des historiens considèrent comme fausse, le diocèse est fondé avant l'arrivée des Normands par l'archevêque Nicolas I de Bari et soumis à l'archidiocèse de Bari.
Si l'on exclut l'évêque Giovanni, mentionné dans la bulle de 1037, le premier évêque connu du siège de Melfi est Baldovino, qui participe aux trois premiers conciles de Melfi et qui est suspendu pendant un certain temps par le pape Grégoire VII pour ses excès. Lors du quatrième concile, organisé en 1101, le pape Pascal II accorde à l'évêque Guglielmo et à ses successeurs le privilège d'être directement soumis au Saint-Siège et de ne dépendre d'un archidiocèse métropolitain. Au XIIe siècle, le diocèse de Lavello est uni à celui de Melfi pendant un certain temps.
À Melfi, capitale du comté d'Apulie, cinq conciles se tiennent entre 1059 et 1137, au cours desquels sont évoquées des questions religieuses et de relations entre la papauté et les autorités normandes. Lors du premier concile de 1059, au cours duquel cent évêques interviennent, le pape Nicolas II reconnaît les biens conquis par les Normands et désigne Robert Guiscard, duc de Pouilles et de Calabre, qui devient vassal de l'Église. En 1067, le deuxième conseil fut organisé sous la présidence du pape Alexandre II. Lors du troisième concile convoqué par Urbain II en 1089, le pape annonce la première croisade, clarifie des questions ecclésiastiques telles que la condamnation de la simonie et le concubinage des prêtres. Pour la première fois le pontife accorde l'utilisation de la mitre aux abbés. Le quatrième concile est présidé personnellement en 1101 par le pape Pascal II. Lors du cinquième concile de 1137, le pape Innocent II et l'empereur Lothaire II sont présents. Ils saluent le retour à l'obéissance de l'abbé de Mont-Cassin, Rainaldo, qui avait rejoint le parti de l'antipape Anaclet II.
Le diocèse comprenait la seule ville de Melfi avec son territoire environnant ; grâce à certains privilèges accordés par Roger Ier de Sicile en 1068, le diocèse est doté des fiefs de Gaudiano et Sassolo, qui permettent aux évêques de porter le titre de comte ; ces privilèges sont confirmés par les rois et les papes ultérieurs en 1296, 1324 et 1447. La cathédrale est érigée entre 1073 et 1076, desservie par un chapitre déjà attesté en 1149. De plus, entre les XIIIe et XIVe siècles, il existe à Melfi une documentation sur l’existence d’une collégiale composée d’un chapitre composé de diverses confréries laïques et d’hôpitaux. Le diocèse est dirigé par des évêques illustres tels que Francesco Monaldeschi , Alessandro da Sant'Elpidio et Juan de Borja Llançol de Romaní.
Le 16 mars 1528, le pape Clément VII unit aeque principaliter le diocèse de Melfi avec celui de Rapolla. Le premier évêque des diocèses unis est le Florentin Giannotto Pucci (1528-1537), neveu du cardinal Lorenzo Pucci.
Les évêques Alessandro Ruffino (1548-1574), Gaspare Cenci (1574-1590) et Placido De Marra (1595-1620) organisent chacun un synode diocésain pour la mise en œuvre des réformes du concile de Trente. Lors du synode de 1598, les règles relatives à la vie du séminaire sont publiées, qui sont déjà en vigueur à la fin du XVIe siècle. Parmi les évêques post-tridentins, on peut citer: Lazzaro Carafino (1622-1626), qui place des reliques chères à la dévotion populaire dans la cathédrale ; Deodato Scaglia (1626-1644), qui effectue une visite pastorale du diocèse et entreprend des démarches pour rétablir la discipline du clergé ; Antonio Spinelli (1697-1724), qui établit un mont frumentaire (it) à Rapolla ; Mondilio Orsini (1724-1728), qui impose aux curés l'obligation de constituer des archives paroissiales ; Filippo de Aprile (1792-1811), qui soutient la révolution contre le gouvernement Bourbon et qui est incarcéré pour cette raison.
Le tremblement de terre du 14 août 1851 dévaste Melfi et Rapolla et détruit les principaux monuments des diocèses ; un autre séisme dévaste la région en 1857. Dans les événements qui conduisent à la proclamation du royaume d'Italie, l'évêque Ignazio Sellitti (1849-1880), fidèle à la famille royale des Bourbons, s'oppose à la majorité de son clergé, préférant plutôt l'unité ; pour cette raison, il doit quitter le diocèse en 1860 pour y revenir six ans plus tard.
Le 8 septembre 1976, le diocèse élargit son territoire en annexant les villes de Rapone, Ruvo del Monte et San Fele du diocèse de Muro Lucano et la municipalité de Pescopagano de l'archidiocèse de Conza.

### Diocèse de Melfi-Rapolla-Venosa
Le 30 avril 1924, avec la nomination d'Alberto Costa, le diocèse de Melfi et Rapolla sont unis in persona episcopi au diocèse de Venosa. Le poste reste vacant de 1966 à 1973, date à laquelle le Saint-Siège décide de nommer l'archevêque d'Acerenza, Giuseppe Vairo, évêque de Melfi et Rapolla et évêque de Venosa ; l'union in persona episcopi avec Acerenza dure jusqu'en 1976. Le 21 août 1976, Melfi et Rapolla, qui pendant un millénaire environ étaient immédiatement soumis au Saint-Siège, deviennent suffragant de Potenza et Marsico Nuovo.
Le 30 septembre 1986, par le décret Instantibus votis de la congrégation pour les évêques, les trois sièges de Melfi, Rapolla et Venosa sont pleinement uni et la circonscription ecclésiastique prend son nom actuel.

## Sources
- http://www.catholic-hierarchy.org